# Adina Howard
Adina Marie Howard (Grand Rapids, 14 novembre 1973) è una cantante statunitense.

## Biografia
Cresciuta nel Michigan e a Phoenix, Adina Howard negli anni 90 ha guadagnato l'attenzione del produttore Livio Harris, che le ha procurato il suo primo contratto.
Nel 1995 è stato pubblicato il suo singolo di debutto, il successo R&B Freak like Me, arrivato alla 2ª posizione dell'ambita Billboard Hot 100 e certificato disco di platino in madrepatria. È inoltre entrato nella Official Singles Chart britannica alla 33ª posizione ed è risultato il tredicesimo brano più venduto dell'anno negli Stati Uniti.
Il primo album della cantante, intitolato Do You Wanna Ride?, è uscito nel febbraio del 1995 ed ha raggiunto il 39º posto della Billboard 200, ricevendo la certificazione di disco d'oro in madrepatria per il mezzo milione di copie vendute.
Nel 1996 ha collaborato con Warren G in una cover del brano della grande Tina Turner What's Love Got to Do with It, la quale ha riscosso successo a livello europeo ed è arrivata in vetta alla classifica neozelandese, oltre ad aver raggiunto la 2ª posizione in Australia e nel Regno Unito.

## Discografia

### Album in studio
- 1995 – Do You Wanna Ride?
- 2004 – The Second Coming
- 2007 – Private Show
- 2017 – Resurrection
- 2021 – Welcome to Fantasy Island

### Mixtape
- 2005 – Let You Hit
- 2013 – Welcome to Fantasy Island
- 2016 – The Official "Resurrection" Mixtape Starring Adina Howard

### Extended play
- 2017 – Freaky

### Singoli

#### Come artista principale
- 1995 – Freak like Me
- 1995 – My Up and Down
- 1995 – It's All About You
- 1997 – (Freak) And U Know It
- 1997 – T-Shirt & Panties (con Jamie Foxx)
- 2003 – Nasty Grind
- 2007 – L.O.V.A.
- 2007 – Hips
- 2013 – Switch
- 2015 – Bad 4 Me
- 2017 – Blasphemy (feat. King Gas)
- 2018 – Nasty
- 2020 – Mind Reader (con Opolopo)

#### Come artista ospite
- 1996 – What's Love Got to Do with It (Warren G feat. Adina Howard)
- 1997 – Chocolate (Cuties & Condoms) (Cydal feat. Adina Howard)
- 2004 – Freak (Play-n-Skillz feat. Krayzie Bone e Adina Howard)